# Леандриньо (футболист, 2005)
Леа́ндро Виа́на да Си́лва Га́ма (порт.-браз. Leandro Viana da Silva Gama), более известный как Леандри́ньо (порт.-браз. Leandrinho; родился 17 марта 2005) — бразильский футболист, левый защитник клуба «Васко да Гама».

## Биография
Уроженец Рио-де-Жанейро, Леандриньо начал футбольную карьеру в футбольной академии клуба «Васко да Гама» в возрасте семи лет. В сентябре 2021 года подписал свой первый профессиональный контракт. 18 января 2024 года дебютировал в основном составе «Васко да Гама» в матче Чемпионата Кариока против «Боависты», отметившись забитым мячом. 22 июня 2024 года дебютировал в бразильской Серии A, выйдя на замену Лукасу Питону в матче против «Сан-Паулу» и отличившись забитым мячом.

## Достижения
Сборная Бразилии
- Чемпион молодёжного чемпионата Южной Америки: 2025